# Les Horribles Cernettes
Les Horribles Cernettes (МФА: [lezɔʁiblə sɛʁˈnɛt] ; у пер. з фр. — «Страшненькі дівчата з CERN») — пародійний поп-гурт, що називає себе «першим і єдиним рок-колективом високих енергій». Їх музичний стиль найчастіше описується як doo-wop, а тексти пісень в основному присвячені фізичним явищам або способу життя вчених.
Перші букви назви (LHC) виглядають так само, як абревіатура Великого адронного коллайдера (Large Hadron Collider, LHC), який активно будувався в CERN, коли колектив з'явився. Навіть перша пісня групи «Collider» про дівчину, про яку забув її хлопець, захоплений розробкою колайдера.
Група випустила альбом «Collider». Також пісні можна безкоштовно скачати з сайту колективу.

## Історія
Les Horribles Cernettes була заснована в 1990 році секретарем CERN, якій її хлопець приділяв надто мало часу через роботу. Тому вона вирішила привернути його увагу, виступивши на CERN Hardronic Festival. Вона попросила Сільвано де Дженнаро написати пісню, а її подруги підспівали їй.
У подальшому гурт розвивався навколо Сільвано де Дженнаро, аналітика комп'ютерного департаменту CERN, який написав ще кілька пісень. Популярність Les Horribles Cernettes почала зростати, і вони були запрошені на такі заходи як Міжнародна конференція фізиків, The World'92 Expo в Севільї і святкування Нобелівської премії Георгія Харпака.

## Всесвітня павутина
За словами Сільвано де Дженнаро, Les Horribles Cernettes були зображені на першій світлині у Всесвітній павутині (і були першою групою з особистим сайтом):

Ще в 1992, після їх шоу на CERN Hardronic Festival, мій колега Тім Бернерс-Лі попросив у мене кілька відсканованих світлин «дівчат з CERN», щоб опублікувати їх в якогось типу інформаційну систему, яку він тільки придумав, звану «World Wide Web». Я мав лише розпливчасте уявлення про те, що це було, але я відсканував кілька фотографій на моєму Mac і завантажив їх Тіму по FTP на широко відомий нині «info.cern.ch». Як я міг знати, що це був історичний момент і це була перша картинка, по якій колись кликали в веббраузері!
Оригінальний текст (англ.)
Back in 1992, after their show at the CERN Hardronic Festival, my colleague Tim Berners-Lee asked me for a few scanned photos of "the CERN girls" to publish them on some sort of information system he had just invented, called the “World Wide Web”. I had only a vague idea of what that was, but I scanned some photos on my Mac and FTPed them to Tim's now famous “info.cern.ch”. How was I to know that I was passing an historical milestone, as the one above was the first picture ever to be clicked on in a web browser!

## Склад
Зараз в колектив входять:
- Мішель де Дженнаро (Michele de Gennaro, Велика Британія);
- Анна МакНаб (Anne MacNabb, США)
- Вікі Корласс (Vicky Corlass, Велика Британія).

На інструментах грають:
- Барабани: Макс Кокель (Max Kockel, Франція);
- Клавішні / Бас: Сільвано де Дженнаро (Silvano de Gennaro, Італія)
- Гітара: Джанго Манглункі (Django Manglunki, Бельгія)
- Бас: Дженгиз Аканділ (Cengiz Akandil, Токелау).